# Musculus mesophragma-metaphragmalis medialis
Musculus mesophragma-metaphragmalis medialis, (pl. środkowy mięsień środkowofragmo-tylnofragmalny) – mięsień występujący w tułowiu niektórych owadów.
Mięsień należący do grupy "podłużnych mięśni grzbietowych" (ang. dorsal longitudinal muscles) oraz do grupy mięśni metafragmalnych (ang. metaphragmal muscles). Zlokalizowany jest w zatułowiu. Łączy on drugą fragmę (mesophragma) z trzecią fragmą (metaphragma).
U błonkówek z nadrodziny Trigonaloidea swój początek bierze przyśrodkowo na grzbietowej części mezofragmy, a zaczepia się do przedniej części metafragmy.